# Ларс Алін
Ларс Алін (швед. Lars Ahlin; 4 квітня 1915, Сундсвалль, Швеція — 10 березня 1997, Швеція) — шведський письменник-прозаїк, лауреат численних премій та нагород.

## Життєпис
Ларс Алін народився у бідняцькому районі Сундсвалля і був наймолодшим серед семи братів та сестер. У віці трьох років Ларс з сім'єю переїхав до Стокгольма, де мати залишила родину заради відносин з іншим чоловіком. На новому місці діти мали піклуватися про себе самостійно через те, що батько Густаф Алін працював барабанщиком і тривалий перебував далеко від дому. Коли хлопчику було сім років, батько одружився з матір'ю-одиначкою Тіною Якубссон, що також мала двох синів та жила у Сундсваллі. Ларс ненадовго повернувся до рідного міста, проте невдовзі знову відбув до столиці.
Ларс Алін залишив школу у віці 13 років, здобувши лише початкову освіту, через потребу працювати заради сім'ї. З 1933 по 1935 рік Ларс навчався в училищі. У 1943 році він дебютував як письменник із твором Tåbb med manifestet. Стилістично різноманітні романи Аліна зробили його одним з найпопулярніших авторів післявоєнної шведської прози. У його творах вміло поєднувався пафос та гострий народний гумор, критики часто порівнювали Аліна з Федором Достоєвським та Томасом Манном.
У 1944 році Ларс отримав престижну літературну премію газети «Свенска даґбладет», а два роки потому одружився з Гуннель Алін, шведською письменницею, у співавторстві з якою він написав не одну книгу. У 1969 році Ларс отримав звання почесного професора університету в Умео. Серед інших заслуг та нагород варто відзначити отримання Скандинавської премії Шведської академії у 1995.

## Нагороди
У списку перераховано лише деякі з нагород письменника.
- Літературна премія газети «Свенска даґбладет» (1944)
- Літературна премія журналу Vi (1954)
- Премія Доблоуґа (1963)
- Премія Сіґне Екблад-Ельд (1970)
- Премія Челльґрена (1982)
- Премія «Аніара» (1983)
- Літературна премія Сельми Лагерлеф (1988)
- Премія Августа (1990)
- Премія Ґерарда Бонніра (1991)
- Скандинавська премія Шведської академії (1995)